# Leptacinus pusillus
Leptacinus pusillus är en skalbaggsart som först beskrevs av Stephens 1833.  Leptacinus pusillus ingår i släktet Leptacinus, och familjen kortvingar. Enligt den finländska rödlistan är arten nära hotad i Finland. Arten är reproducerande i Sverige. Artens livsmiljö är parker, gårdsplaner och trädgårdar.